# The Jazz Singer (álbum)
The Jazz Singer es la banda sonora oficial de la película homónima que protagonizó Neil Diamond, mismo que hizo el disco, convirtiéndose en su vigésimo séptimo álbum, publicado en 1980 bajo el sello de Capitol Records. Forma parte de la lista de los 100 discos que debes tener antes del fin del mundo, publicada en 2012 por Sony Music.

## La película
The Jazz Singer se estrenó en 1980 y recibió muy malas críticas por su dirección y guion, ganando así el primer diamante Razzie al Peor Actor en los Premios Golden Raspberry. Sin embargo , la banda sonora fue un rotundo éxito en Estados Unidos, además del disco más vendido de Neil con más de 5 millones de copias vendidas.

## Lista de canciones
| N.º   | Título                        | Escritor(es)                                       | Duración |  |
| 1.    | «America»                     | Neil Diamond                                       | 4:18     |  |
| 2.    | «Adon Olom»                   | Traditional                                        | 0:32     |  |
| 3.    | «You Baby»                    | Neil Diamond                                       | 3:01     |  |
| 4.    | «Love on the Rocks»           | Neil Diamond, Gilbert Bécaud                       | 3:40     |  |
| 5.    | «Amazed and Confused»         | Neil Diamond, Richard Bennett                      | 3:03     |  |
| 6.    | «On the Robert E. Lee»        | Neil Diamond, Gilbert Bécaud                       | 2:03     |  |
| 7.    | «Summerlove»                  | Neil Diamond, Gilbert Bécaud                       | 3:17     |  |
| 8.    | «Hello Again»                 | Neil Diamond, Alan Lindgren                        | 4:04     |  |
| 9.    | «Acapulco»                    | Neil Diamond, Doug Rhone                           | 2:48     |  |
| 10.   | «Hey Louise»                  | Neil Diamond, Gilbert Bécaud                       | 3:00     |  |
| 11.   | «Songs of Life»               | Neil Diamond, Gilbert Bécaud                       | 3:32     |  |
| 12.   | «Jerusalem»                   | Neil Diamond                                       |          |  |
| 13.   | «Kol Nidre/My Name Is Yussel» | Trad. adapt Neil Diamond, Uri Frenkel/Neil Diamond | 1:38     |  |
| 14.   | «America (Reprise)»           | Neil Diamond                                       | 2:22     |  |
| 38:11 |                               |                                                    |          |  |